# أرباد فيكيت
أرباد فيكيت (بالمجرية: Fekete Árpád) (5 مارس 1921 في المجر - 26 فبراير 2012 بغوادالاخارا في المكسيك) هو مدرب كرة قدم ولاعب كرة قدم مجري في مركز الهجوم. لعب مع نادي أويبست ونادي سبال ونادي ستيوا بوخارست ونادي كالياري ونادي كومو ونادي مسينا ونادي مونبلييه وFC Carmen București ‏ وكوسينزا كالشيو وبرو سيستو 1913 وCosenza Calcio 1914 ‏.

## وصلات خارجية
- أرباد فيكيت على موقع قاعدة بيانات كرة القدم.إي يو (الإنجليزية)
- أرباد فيكيت على موقع عالم كرة القدم.نت (الإنجليزية)